# Gabinete Sombra da Oposição Oficial
A  Official Opposition Shadow Cabinet ou Gabinete Sombra da Oposição Oficial (usualmente conhecido como Gabinete Sombra) é o Gabinete paralelo do Reino Unido, e, portanto, na prática parlamentar britânica, formado por membros seniores da Lealíssima Oposição de Sua Majestade que atuam como escrutinadores que verificam seus titulares de cargos correspondentes no Governo, desenvolvendo políticas alternativas, e pressionando o Governo para explicar suas ações públicas.
Desde maio de 2010, o Partido Trabalhista é a Oposição Leal de Sua Majestade, e sua liderança, portanto, forma o atual Gabinete Sombra.
Nem todos os membros da oposição oficial são membros do Gabinete Sombra, que é composto pelos membros de escalão mais alto da oposição (geralmente em torno de 20).
O Líder da Oposição Oficial do Reino Unido, o líder da bancada de oposição e da Opposition Deputy Chief Whip são os únicos membros da Oposição Oficial a receber remuneração por seus papéis de oposição além de seus salários como membros do Parlamento.
Quando o Partido Trabalhista está na Oposição, o Gabinete Sombra é composto por cinco membros ex officio e 19 deputados eleitos pelo Partido Trabalhista, com o líder da oposição a atribuir cargos.